# Sítiny (Mnichov)
Sítiny (németül Rauschenbach) Mnichov község településrésze Csehországban a Karlovy Vary-i kerület Chebi járásában. Központi településétől 1.5 km-re délnyugatra fekszik. A 2001-es népszámlálási adatok szerint 46 lakóháza és 61 lakosa van. Templomát Szűz Mária Mennybemenetelének szentelték.
1. ↑  Cseh Statisztikai Hivatal: https://www.czso.cz/csu/czso/vysledky-scitani-2021-otevrena-data (cseh nyelven). (Hozzáférés: 2022. november 1.)